# روس بولتون
روس بولتون (انگلیسی: Roose Bolton) شخصیتی در مجموعه رمان‌های ترانه یخ و آتش و اقتباس تلویزیونی آن بازی تاج‌وتخت است. در سریال، مایکل مک‌الاتون نقش او را بازی می‌کند. او رئیس خاندان بولتون و ارباب دردفورت است.
او به‌طور منظم حجامت می‌کند؛ چون بر این باور است که حجامت به سلامتی‌اش کمک می‌کند. همین امر سبب شده‌است که به او لقب «ارباب زالوها» (The Leech Lord) را بدهند. در سریال تلویزیونی بازی تاج‌وتخت مایکل مک‌الاتون نقش او را به تصویر می‌کشد.